# Ercole contro i figli del sole
Hercule împotriva fiilor Soarelui  (titlu original:  Ercole contro i figli del sole) este un film italian și spaniol  din 1964 scris și regizat de Osvaldo Civirani despre eroul grec Hercule.  Rolurile principale au fost interpretate de actorii Mark Forest  și Giuliano Gemma. 

## Prezentare
Pe plaja unui tărâm necunoscut, Hercule se luptă cu un grup mare de războinici care au părul lung. Lupta pare să fie potrivnică lui Hercule, care este pe punctul de a fi învins, când, dintr-o dată, alți războinici au apărut ca să-l ajute pe  viteazul erou. 
Hercule își dă seamă că războinicii cu care a luptat și cei care l-au salvat aparțin aceluiași popor, de fapt, sunt Incași, Fii Soarelui. Incașii sunt împărțiți în două grupuri de rivalități profunde datorită uzurpării tronului de către Atahualpa  de la legitimul Maytha. Războinicii care l-au ajutat pe Hercule sunt oamenii prințului Maytha.  
În plus, Athahualpa intenționează s-o sacrifice pe prințesa Yamara zeului Soare. Hercule  se ocupă de soldați și, ajutat de prințul Maytha, o eliberează pe fata de care se îndrăgostește.  Hercule și războinicii săi sunt depășiți numeric, dar eroul are intuiția de a depăși acest obstacol prin construirea mașinilor de război pe care le-a întâlnit în timpul călătoriilor sale prin țările grecești și romane. Cu ajutorul acestor mașini, Hercule atacă orașul fortificat unde se află Athahualpa, care este ucis într-un duel de Maytha. Hercule omoară pe căpitanul gărzilor inamice într-un duel și, la sfârșitul bătăliei, își împlinește visul de a fi alături de iubita sa, Yamara.

## Distribuție
- Mark Forest - Hercule
- Anna Maria Pace -  prințesa Yamira / Yamara
- Giuliano Gemma -  prințul  Maytha
- Giulio Donnini -  Marele Preot / Gran Sacerdote
- Franco Fantasia -  Regele Ata Hualpa / Atahualpa
- Angela Rhu - Regina
- Assia Zezon - Handmaiden
- Audrey Anderson – dansatoarea
- Rosalba Neri – Regina  (nemenționată)
- Andrea Scotti – Nimo / Hino
- Carlo Latimer – Chaco, conducătorul satului
- José Riesgo  –  Regele  Huasca
- Antonio Acqua -  preotul lui Maytha
- Gilberto Galvani - prizonier  (ca  Gilberto Galvan)
- German Grech – Căpetenia Gărzii
- Romano Ghini - Cleor
- Stefano Conti - Adro

## Producție
Muzica este creată de Coriolano Gori. 